# US 에어웨이스의 운항 노선
아래는 US 에어웨이즈의 취항지 목록이다. (2012년 1월 현재)

## 운항 노선

### 아메리카

#### 버뮤다
- L.F 웨이드 국제공항

#### 카리브 해
앤티가 바부다
- 세인트존스 - VC 버드 국제공항

아루바
- 오라녜스타트 - 퀸 비어트릭스 국제공항

바하마
- 프리포트 - 그랜드 바하마 국제공항
- 나소 - 린든 핀들링 국제공항

바베이도스
- 그레이트 레이 아담스 국제공항

케이맨 제도
- 그랜드 케이먼 - 오웬 로버츠 국제공항

도미니카 공화국
- 푼타카나 - 푼타카나 국제공항
- 산티아고데로스카바예로스 - 시바오 국제공항
- 산토도밍고 - 라스 아메리카 국제공항

자메이카
- 몬티 - 상스터 국제공항

푸에르토리코
- 산후안 - 루이스 무노즈 마린 국제공항

세인트키츠네비스
- 세인트 키츠 - 로버트 L. 브래드쇼 국제공항

세인트루시아
- 뷰포트 - 하와노리아 국제공항

신트마르턴
- 신트마르턴 - 프린세스 줄리아나 국제공항

터크스 케이커스 제도
- 프로비던셜스 - 프로비던셜스 국제공항

버진 아일랜드
- 세인트 토마스 - 시릴 E. 킹 공항
- 세인트 크로 - 헨리 E. 로이슨 공항

#### 멕시코 및 중앙아메리카
벨리즈
- 벨리즈시티 - 필립 S. W. 골드슨 국제공항

코스타리카
- 리베리아 - 다니엘 올드버 쿠토스 국제공항
- 산호세 - 후안 산타 마리아 국제공항

멕시코
- 캉쿤 – 캉쿤 국제공항
- 코스멜 – 코즈멜 국제공항
- 과달라하라 – 과달라하라 국제공항
- 이스타바 – 이스따바 지후아테네 국제공항
- 마사틀란 – 그레이 라파엘 브루나 국제공항
- 마사틀란 – 마사틀란 국제공항 계절편
- 멕시코시티 - 멕시코시티 국제공항
- 푸에르토바야르타 – 구스타보 디아스 오르다스 국제공항
- 산호세델카보 – 로스카보스 국제공항

#### 북아메리카
캐나다
- 캘거리 – 캘거리 국제공항 계절편
- 에드먼턴 – 에드먼턴 국제공항 계절편

미국
- 앨라배마
  - 버밍엄 – 버밍엄 셔틀 스와트 국제공항
- 알래스카
  - 앵커리지 – 테드 스티븐스 앵커리지 국제공항
- 애리조나
  - 피닉스 – 피닉스 스카이 하버 국제공항 허브
  - 투산 - 투산 국제공항 계절편
- 캘리포니아
  - 배뱅크 – 밥 호프 공항
  - 프래스노 – 프래스노 요세마티 국제공항
  - 로스앤젤레스 – 로스앤젤레스 국제공항
  - 오클랜드 – 오클랜드 국제공항
  - 온타리오 – 온타리오 국제공항
  - 새크라멘토 – 새크라멘토 국제공항
  - 샌디에이고 – 샌디에이고 국제공항
  - 샌프란시스코 – 샌프란시스코 국제공항
  - 산 호세 - 산 호세 국제공항
  - 산타아나/오랜지 카운티 - 존 웨인 공항
- 콜로라도
  - 덴버 – 덴버 국제공항
- 코네티컷
  - 하트포트/스프링필드 – 브래들리 국제공항
- 플로리다
  - 데이토나 – 데이토나 비치 국제공항 계절편
  - 포트로더데일 – 포트로더데일 할리우드 국제공항
  - 포트마이어스 – 사우스 웨스트 플로리다 국제공항
  - 잭슨빌 – 잭슨빌 국제공항
  - 마이애미 – 마이애미 국제공항
  - 올랜도 – 올랜도 국제공항
  - 탬파 – 탬파 국제공항
  - 웨스트팜비치 – 팜비치 국제공항
- 조지아
  - 애틀랜타 – 하츠필드 잭슨 애틀랜타 국제공항
- 하와이
  - 호놀룰루 – 호놀룰루 국제공항
  - 우폴루 – 우폴루 공항
  - 코나 – 코나 국제공항
  - 리후 – 리후 공항
- 아이다
  - 보이즈 – 보이시 공항
- 일리노이
  - 시카고 – 오헤어 국제공항
- 인디애나
  - 인디애나폴리스 – 인디애나폴리스 국제공항
- 캔자스
  - 위치타 – 미드 카운티 공항
- 루이지애나
  - 뉴오를레앙 – 루이 암스트롱 국제공항
- 메릴랜드
  - 볼티모어 – 볼티모어 워싱턴 서굿 마샬 국제공항
- 매사추세츠
  - 보스턴 – 보스턴 로건 국제공항
- 미시간
  - 디트로이트 – 디트로이트 메트로폴리탄 웨인 카운티 공항
  - 그랜드 리피드 – 제너럴 R. 포드 국제공항
- 미네소타
  - 미니애폴리스/세인트폴 – 미니애폴리스 세인트폴 국제공항
- 미주리
  - 캔자스 시티 – 캔자스 시티 국제공항
  - 세인트 루이스 – 렘버트 세인트 루이스 국제공항
- 네브래스카
  - 오마하 – 엠프리 필드
- 네바다
  - 라스베이거스 – 매케런 국제공항
  - 리노 – 리노 타호 국제공항
- 뉴햄프셔
  - 멘체스터 – 멘체스터 보스턴 리저널 공항
- 뉴저지
  - 뉴어크 – 뉴어크 리버티 국제공항
- 뉴멕시코
  - 앨버커키 – 앨버커키 인터내셔널 썬포트
- 뉴욕
  - 올버니 – 올버니 국제공항
  - 버팔로 – 버팔로 나이라가라 국제공항
  - 뉴욕
    - 존 F. 케네디 국제공항
    - 라가디아 공항

  - 로체스터 – 그레이트 로체스터 국제공항
- 노스캐롤라이나
  - 샬럿 – 샬럿 더글러스 국제공항 허브
  - 롤리 – 롤리 더럼 공항
- 오하이오
  - 클리블랜드 – 클리블랜드 홉킨슨 국제공항
  - 콜럼버스 – 포트 콜럼버스 국제공항
- 오리건
  - 포틀랜드 – 포틀랜드 국제공항
- 펜실베이니아
  - 앨렌타운/베들레헴 – 이스트 빌하이 밸리 국제공항
  - 해리슨버그 – 해리슨버그 뉴욕 국제공항
  - 필라델피아 – 필라델피아 국제공항 허브
  - 피츠버그 – 피츠버그 국제공항
- 아퀴드넥섬
  - 프로비네데스 – T. F. 그린 공항
- 테네시
  - 멤피스 – 멤피스 국제공항
  - 내쉬빌 – 내쉬빌 국제공항
- 텍사스
  - 오스틴 – 오스틴 베그스트롬 국제공항
  - 댈러스/포트워스 – 댈러스 포트워스 국제공항
  - 휴스턴 – 조지 부시 인터콘티넨털 공항
  - 샌안토니오 – 샌안토니오 국제공항
- 버몬트
  - 벌링턴 – 벌링턴 국제공항
- 버지니아
  - 노퍽 – 노퍽 국제공항
  - 리치몬드 – 리치몬드 국제공항
  - 워싱턴 D.C.
    - 알링턴 – 로널드 레이건 워싱턴 내서널 공항 포커스 시티
    - 덜레스 – 워싱턴 덜레스 국제공항
- 워싱턴주
  - 시애틀/터코마 – 시애틀 터코마 국제공항
  - 스포칸 – 스포칸 국제공항
- 위스콘신
  - 밀워키 – 제너럴 미챌 국제공항

#### 남아메리카
브라질
- 리우데자네이루 - 리우데자네이루 갈레앙 국제공항

## 아시아

### 동아시아
대한민국
- 서울 - 인천국제공항

일본
- 도쿄 - 나리타 국제공항

### 서남아시아
이스라엘
- 텔아비브 – 벤구리온 국제공항

## 유럽
벨기에
- 브뤼셀 - 브뤼셀 공항

덴마크
- 코펜하겐 – 코펜하겐 공항

파리
- 파리 – 파리 샤를 드 골 공항

독일
- 프랑크푸르트 – 프랑크푸르트 국제공항
- 뮌헨 – 뮌헨 국제공항

아일랜드
- 더블린 – 더블린 공항
- 섀넌 – 섀넌 공항

이탈리아
- 베니스 – 베니스 마르코 폴로 공항 계절편
- 로마 – 레오나르도 다 빈치 국제공항

네덜란드
- 암스테르담 – 스히폴 국제공항

포르투갈
- 리스본 – 리스본 포르투리아 공항

스페인
- 바르셀로나 – 바르셀로나 국제공항 계절편
- 마드리드 – 마드리드 바라하스 국제공항

스위스
- 취리히 - 취리히 공항

영국
- 글래스고 – 글래스고 인터내셔널 공항 계절편
- 런던
  - 런던 히드로 공항
  - 런던 개트윅 공항
- 멘체스터 – 멘체스터 공항

## 과거 취항지[1]
북아메리카
- 캐나다 – 몬트리올 (현재 US 에어웨이즈 익스프레스)
- 미국 – 엘파소 (현재 US 에어웨이즈 익스프레스), 콜로라도스프링스, 위치타, 베일, 아스펜, 버링턴 (현재 US 에어웨이즈 익스프레스), 이타카 (현재 US 에어웨이즈 익스프레스), 엘마카 (현재 US 에어웨이즈 익스프레스), 빌햄톤 (현재 US 에어웨이즈 익스프레스), 그린스보로 (현재 US 에어웨이즈 익스프레스)

라틴 아메리카
- 바하마 - 조지타운 (현재 US 에어웨이즈 익스프레스)
- 파나마 – 파나마시티
- 그레나다
- 도미니카 공화국 - 라로마니아
- 자메이카 - 킹스턴

유럽
- 아일랜드 - 섀넌
- 이탈리아 - 밀라노(말펜사)
- 노르웨이 - 오슬로
- 스웨덴 - 스톡홀름
- 영국 - 버밍엄